# Нові Павучки
Нові Павучки — колишнє село в Україні.
Підпорядковувалося Максимівській сільській раді Карлівського району Полтавської області. 

## Історія
Село виникло, найімовірніше, у 1920-х роках, адже на 3-версних картах часів Російської імперії село відсутнє.
Село Нові Паучки було розташоване за 3 км на південь від села Максимівка. 
27 вересня 2000 року рішенням Полтавської обласної ради село виключене з облікових даних.